# Rourea brachyandra
Rourea brachyandra är en tvåhjärtbladig växtart som beskrevs av F. Müll.. Rourea brachyandra ingår i släktet Rourea och familjen Connaraceae. Inga underarter finns listade i Catalogue of Life.